# لی داهتی
لی داهتی (انگلیسی: Lee Doherty؛ زادهٔ ۶ فوریهٔ ۱۹۸۰) بازیکن فوتبال اهل بریتانیا است.
از باشگاه‌هایی که در آن بازی کرده‌است می‌توان به باشگاه فوتبال آرسنال، باشگاه فوتبال چارلتون اتلتیک، باشگاه فوتبال سنت آلبنز سیتی، باشگاه فوتبال برایتون اند هوو آلبیون، باشگاه فوتبال چشام یونایتد، باشگاه فوتبال کراولی تاون، باشگاه فوتبال ویلدستون، باشگاه فوتبال ویر، باشگاه فوتبال بیشاپس استورتفورد، و باشگاه فوتبال گرایس اتلتیک اشاره کرد.